# 私のあしながおじさん
『私のあしながおじさん』（わたしのあしながおじさん）は、1990年1月14日から12月23日まで、フジテレビ系列で毎週日曜19:30 - 19:58（JST）に全40話が放送された、日本アニメーション制作のテレビアニメ。「世界名作劇場（ハウス世界名作劇場）」の第16作目に当たる。平成2年度文化庁子供向テレビ用優秀映画賞受賞作品。

## 概要
原作はアメリカの小説家・ジーン・ウェブスターの小説『あしながおじさん』。主人公役として歌手でもある堀江美都子が起用されていることもあり、本作品では過去に幾度も作られたミュージカル映画的な演出も行われた。
これまでの「世界名作劇場」シリーズと同様に、本作品でもテレビアニメ化に際して原作から変更された部分が複数存在する。たとえば、主人公のジュディは原作ではジェリューシャという本名を嫌がって愛称を名乗っていたのに対し、本作品では最初からジュディが本名として設定された。また視聴者層に合わせて、ジュディの年齢も原作での16歳から13歳に引き下げられたのに伴い、ジュディの物語途中での進学先も原作での大学から、本作品では高校へと変更された。相手役のジャーヴィスの年齢も27歳となっている。
ストーリー面では、ジュディが「あしながおじさん」に宛てた手紙という形で物語が進行する原作に対し、本作品では大幅に物語がアレンジされ、特に後半は主人公の自立や心の悩みを軸に、三角関係を含む恋愛模様を展開した。「世界名作劇場」としては初のキスシーンが描かれた作品でもある。
また、最終回で大団円を迎えた後、予告編の始まる前に原作の続編に当たる『続あしながおじさん』で語られる内容など、3人の娘達を始めとする主要な登場人物の将来を示唆するカットが入っている。この続編も手紙形式で、サリーが書く手紙で構成されている。
本作品の放送終了後、ファンからスタッフに「最終回が『キャンディ・キャンディ』とそっくりでがっかりした。盗作ではないのか」という手紙が届いた。『世界名作劇場大全』によると、スタッフの間では『キャンディ・キャンディ』の方が「あしながおじさんのパクリ」という認識が強かったとされている。また『キャンディ・キャンディ』の原作者の水木杏子自身、講談社編集部の企画に応じて、この『あしながおじさん』等過去の名作を参考にしてストーリーのアイディアを練ったことを自らの著書等で公表している。
ドイツでは2001年に放送されたが、最初の20話しか紹介されておらず21話以降は未放送となっている。ドイツで放送された世界名作劇場シリーズとしては唯一全話放送されていない作品となっている。

## あらすじ
アメリカ・ニューヨークにあるジョン・グリア孤児院に暮らす13歳のジュディ・アボットは、月に1度やってくるお金持ちの評議員達を接待しなければならない月曜日が嫌でたまらなかった。ジュディが孤児院を出る日も近づいた頃、評議員達が卒業する孤児の中から高校へ進学させる1人を選ぶ選考会があった。俄然はりきるジュディだったが、接待に失敗して評議員達を怒らせてしまい落ち込む。しかし選考会へ遅れてきたある評議員はジュディの書いた反省文を気に入り、ジュディを全寮制高校・リンカーン記念女子学院へと入学させる事を決定する。ジュディは自分を選んでくれた人物の名をリペット院長に聞くが、「ジョン・スミス」という仮名しか教えてもらえず、義務は月1回のお礼の手紙を書くことだと告げられる。ジュディは偶然見かけた後ろ姿の長い足が印象的だったのでスミスを「あしながおじさん」と呼び、彼に宛てて学園生活や学校の勉強内容を報告する手紙を書き始める。こうしてジュディの憧れていたハイスクール生活が始まった。

## 登場人物

### 主要登場人物
ジュディ・アボット
声 - 堀江美都子
本作品の主人公。赤ん坊の頃にニューヨークの下町に捨てられて保護された後、10数年間ジョン・グリア孤児院で暮らしていたが、「あしながおじさん」の援助でリンカーン記念女学院に入学する。孤児である事に強いコンプレックスがあり、女学院に進学してからはその生い立ちを隠して生活を始める。ユーモアと文才があり、後に小説家を志す。
性格は明るく天真爛漫で感情表現が豊かだが、その反面落ち込み、ときには自分のしでかしたことを激しく後悔するなど、思いつめたり思い込みも激しい。また、行動力はあるがそそっかしく時々ドジを踏んだり周りに迷惑をかけることもしばしば。学院に入ったばかりの頃は「大金なので、慎重に持ち歩かないと!」と言っていた額が実は10ドルだったなど、金銭感覚に多少疎かった。お金持ちを鼻にかける人が嫌いで、慈善活動には否定的な考え方を持つ。
得意科目は国語、歴史、体育で、特に国語はクラスでもほぼ毎回トップの成績を修めている。加えてスポーツ万能で短時間でスケートが滑れるようになるなど飲み込みも早く、他にもイラストを描くことと裁縫と編み物が得意。ちなみに苦手科目は数学である。欠点（進級できない落第点）を取ってしまいサリーのはげましの声すら聞き入れないほど落ち込んだことがある。
女学院で彼女が本当の意味で自立し、劣等感を克服するまでが本作品のテーマになっている。最終回では大学在学中にジャーヴィスと結婚し、ロックウィロー教会にて結婚式が行われた。
サリー・マクブライド
声 - 佐藤智恵
学院女子寮でのジュディのルームメイト。おっとりしていてやや気が弱くお人好しな性格。両親との3人家族かと思われたがアメフトをしている兄がいることがのちに発覚する。彼女とは入学直後にすぐに親友となる。また、学院の自治会役員選の立候補者に推薦されるも、その本演説会で聴衆のあまりの人数の前に極度に緊張し、演説の原稿を徹夜で書いた疲労もあって、倒れて意識を失ってしまった。それを救ったのがジュディだった。はじめはその気ではなかったのが、ジュディの支えでついにやりとげるまでになる。真面目で親切な人柄だが責任感は強く、一度決めたことはやり遂げる粘り強さも持つ。ジュディとジュリアと3人でいる時は自然と2人をフォローしたりケンカの仲裁役になる事が多い。ジュディと仲がよく、いつもジュディをかばい、味方の立場になる。ジュディには手紙が全然来ないことを心配して気にはしていたが、ジュディに気を悪くさせてしまうことで理由を話せずにいる。よくショッピングや欲しいものを店に見に行ったりすることも多く、ジュディの小説が一時は盗作とまでなじられたが、ジュディがふたたび挑戦し、入選こそ逃したものの佳作になりはじめてみとめられたときも最高の喜びをジュディと共に分かち合った。
原作の続編『続あしながおじさん』では主役を務めており、原作になかった孤児院でボランティアをする話や、最終回のラストシーンに孤児院の園長をしていることを示唆するカットが追加されている。
ジュリア・ルートレッジ・ペンデルトン
声 - 天野由梨
学院女子寮でのジュディのルームメイト。名門ペンデルトン家のお嬢様で、多くの令嬢が集まる学院の中でも特にお金持ち。成績優秀な才女であり、数学や国語などのテストで満点を取ったこともある。
物語序盤では孤児院出身のジュディとは対照的な存在として描かれ、上流階級であることを鼻にかけた嫌味な態度をとったり、貧しい者を見下すような発言をしてジュディと衝突するなどの場面が見られた。また、ジュディが孤児であることに薄々感づいており、彼女の風変わりな言動を勘ぐったり一方的に敵対心を向ける様子もあった。
その後ジュディ達との交流が深まり、またジミーとの恋愛や母親との衝突などを経験することで視野が広がっていき、上流社会の格式や権威主義とは距離を置くようになっていく。物語後半では無神経な言動は見られなくなり、むしろ気配りや思いやりに富んだ人物として描かれている。終盤ではジュディが貧しい境遇にあったことをほぼ察していたが、それを見下すことはなく、彼女が社交界で孤立しないようにフォローするほどであった。
原作ではジュリアの人間的な成長は描かれていないため、アニメ版で独自に肉付けされた要素が非常に多いキャラクターである。
ジャーヴィス・ペンデルトン
声 - 田中秀幸
ジュリアの叔父の青年実業家。27歳。上流階級らしくないくだけた人物で気さくで快活な好漢で、大人になった今でも少年のような心を持つ。突然旅行に出たり自社の社員に労働組合を作らせたりするため、ペンデルトン一族の中では変人扱いを受けている。会社経営のかたわら、ジョン・スミスを名乗り孤児の進学を援助するなど慈善事業にも熱心。最終回ではジュディの「あしながおじさん」だったことが判明し、その4年後ジュディと結婚する。ジュディへの恋心を自覚してからは、スミスの名を使ってジュディの行動を束縛したり、ジミーとの仲を妨害したりする。ジュディが「あしながおじさん」と呼ぶようになった所以は、車のヘッドライトに照らされたジャーヴイスの影が細長く映ったためである。
ジミー・マクブライド
声 - 島田敏
サリーの兄。プリンストン大学フットボール部のエースで名クォーターバック。そのため女性から非常に人気がある。性格は気さくで大らか。ある日友人の代わりにパーラー（喫茶店）でバイトした日に客として訪れたジュディとジュリアの2人と知り合う。ジュディの天真爛漫さに惹かれていたが相手にされず、その一方でジュリアに熱烈に愛される。最終的には、ジュリアの熱意にほだされて婚約する。

### ジョン・グリア孤児院
キャサリン・リペット院長
声 - 藤田淑子
ジョン・グリア孤児院の院長。躾に大変厳しく口うるさいため孤児達には嫌われていたが、心の底では孤児達を深く愛していた。特に日常的にミスを連発するジュディに手を焼いており何か騒動を起こすたびに雷を落としている。しかし、高校進学の選考に選ばれて孤児院を出るジュディとの別れの際には涙を見せた。ジュディが女学院在学中に職を退く。ジュディは事あるごとに反省文を書かされていた。何か院長がらみだとあるとひと騒動あるため陰口で台風や嵐、熱帯低気圧などと呼ばれていた。
サディ
声 - 山田栄子
ジョン・グリア孤児院でジュディと共に育つ。根は素直で優しいのだが何かと怒りっぽい。相手がジュディであろうと誰であろうと胸ぐらを掴んで相手を面と向かって怒り飛ばすなどやや性格がキツい面もある。それは間違えたことや曲がったことが嫌いな性格の表れである。ハイスクールへの進学を希望していたが、ジュディが選考されたため孤児院に残ることになった。そのことでジュディを恨んでいたが和解し、はじめは受け取らなかったプレゼントも笑顔で「ありがとう」の言葉を述べて笑顔でジュディを皆と共に送り出した。後にアトランタの紡績工場に就職することになりジュディと再会する。最終回では、ジュディの結婚式に出席した。
トミー
声 - 菊池英博
ジョン・グリア孤児院でジュディと共に育つ。ジュディのジョン・グリア孤児院退院と同じ日に、中年の農場主夫婦に引き取られる。引き取り先はトラックを所有している。
エミリー
声 - 渕崎ゆり子
ジョン・グリア孤児院でジュディと共に育つ。ジュディよりも7歳ぐらい年下の少女で、彼女からはよく可愛がられた。普段はおとなしいが泣き虫で、一話でも親に会いたい一心と里親に引き取られていく子供がうらやましいあまり大泣きして人形を壊したりしてしまう。サディ曰く、後にカリフォルニアのお金持ちの家にもらわれた模様。最終回でのジュディの結婚式の場面では、成長したと思しき姿が登場している。
エステル
声 - 片岡富枝
ジョン・グリア孤児院で孤児達の世話をしている色黒でふくよかな女性。ジュディのことをいつも気にかけており、高校進学の選考会でジュディが選ばれた際には「私は絶対ジュディが選ばれると信じてたんだよ」と、大変喜んでいた。

### リンカーン記念女子学院
作中ではニュージャージー州にある名門女子高校で、ジュディ以外の生徒が比較的裕福な家庭出身とされる。「自由・博愛の民主主義精神」を教育理念に掲げ、校名にある通りリンカーン大統領により創設された。ちなみにジュディが高校2年生の秋に創立50周年を迎えている。
ジョアンナ・スローン
声 - 鳳芳野
ジュディ達が暮らすファーゲッセン女子寮の管理人で住み込みで働いている。普段は生徒への学校からの呼び出しや電話の取次ぎなどを担う。中年女性だが独身であり、「おばさん」や「ミセス」と呼ばれるとヒステリックに怒る。また、規則にうるさく融通の利かない面が多く、「前例がありません」が口癖。ジャーヴィスに憧れており、彼が寮に来たり彼からの電話があると乙女のように振る舞う。ただし、男っ気が全くないわけではなく一応ダンスパーティーの相手はいる。後半は良き管理人としてジュディ達を見守った。
ハーマン・メルノア
声 - 石森達幸
女学院の国語教師。風邪ぎみで咳き込むことが多い。勉学に関して厳しい性格で頑固で口やかましい部分もあるが、文章を書くのが好きなジュディに目をかけている。演劇部の顧問。高校2年生の春の公演でジュディ、ジュリア、サリーの3人にシェイクスピアの作品『お気に召すまま』の芝居に助っ人として参加を依頼する。
レオノラ・フェントン
声 - 鶴ひろみ
高校2年生のジュディのクラスに転入してきた年上の同級生。病気で1年休学していた。文才があり詩とスポーツが得意。普段は穏やかな性格だが、得意な文章を書くことになると自分にも他人にも厳しい目を持つ。復学して数日間ジュディたちと学校生活を送ったが、まもなく病気を再発させたため再度休学することになる。短期間ではあったが彼女と過ごした日々が、その後のジュディの物書きに対する姿勢などに良い影響を与えた。
ハーディ
声 - 田口昻
女学院の職員。校内の一室で生徒たちの家族などからの届け物を預かり、彼女たちに受け渡す仕事をしている。
女学院の校長
声 - 高村章子
入学式では新入生に向けて、高校生活における勉強やスポーツを通じて女性としての感性を伸ばし将来明るい家庭を築けるよう挨拶する。その後高校の創立50周年のセレモニーや卒業式でもジュディたちの前で祝いの言葉を述べる。

### ロックウィロー農園
コネチカット州にあり、ジュディが高校1年と2年の年度末である夏の休暇（3ヶ月間）をここで過ごす。
ジョージ・センプル
声 - 緒方賢一
センプル家の主。ロックウィロー農園で農作業や家畜の世話をしている。怒りっぽく偏屈な性格で口が悪いが、農園の持ち主である妻・エリザには頭が上がらない。ジャーヴィスを大変敬愛している。出会った当初ジュディを“わがままな金持ちの娘”と決めつけて冷たい態度を取っていたが、翌日彼女の人柄を気に入りさらにジャーヴィスと知り合いだったことから家族同然のように親しくなる。
エリザ・センプル
声 - 京田尚子
ジョージの妻。ロックウィロー農園の持ち主。農園は元々ジャーヴィスの所有だったが、自身が若い頃に彼の乳母をしており、その御礼に数年前に彼から贈られた。普段は穏やかとても優しく思いやりのある性格だが、時にジョージと大声で口げんかすることもある。ジャーヴィスが子供の頃にしばらく預かった時期があり、夫婦で彼を“ジャーヴィー坊っちゃん”と呼び慕っている。
アマサイ
声 - 小林通孝
ジョージと共にロックウィロー農園で働く農夫。ジョージと一緒に開墾をしたり農作物を育てたりしている。野ネズミらしき小動物の捕まえるのが得意でジュディにやり方を教える。
キャリー
声 - 小林優子
センプル家のメイド。掃除や洗濯などの家事を担当。そそっかしいジュディが日常的にコケたり川に落ちたりするため彼女を心配する。後にアマサイと結婚するが、結婚前から彼を尻に敷くようになる。

### パターソン家
ジュディが高校2年生の数日間、家庭教師のバイトをする家。
パターソン夫人
声 - 榊原良子
ジュディが勤める家庭教師宅の夫人。豊かな暮らしをしているが今の生活に不満を持っており、いつも厳しい表情をしている。慈善活動をする婦人会に参加している。月30ドルの報酬で2人の娘に勉強を教える家庭教師を募集したところ、ジュディが面接に訪れる。
ポール・パターソン
声 - 土師孝也
パターソン家の主。パターソン夫人の夫。妻たちと夕食を囲めないほど忙しく働いているおかげで裕福な生活を送れているが、ある日妻と口論になる。
カレン・パターソン
声 - 川村万梨阿
パターソン家の長女。10歳。母親の前ではいい子を演じているが、実際は非常にわがままな性格で日常的にいたずらをしたり嘘をつくなどして、家庭教師のジュディに反抗的な態度を取って困らせる。
シンディ・パターソン
声 - 西原久美子
パターソン家の次女。8歳。カレンと同じく性格がわがまま。姉を慕っており、勉強を教えに来たジュディに不真面目な態度を取る。ある時あまりかまってくれない母に感情をぶつける。
エルザ
声 - 沼波輝枝
パターソン家の女中。家庭教師の面接に訪れたジュディが、カレンのついた嘘でトラブルになりかけたところを救った。素直だったパターソン家の子供たちが、いつの間にか反抗的になったことを嘆く。

### その他
ウォルター・グリグス
声 - 増岡弘
ジョン・スミスの秘書。素性を隠しているジャーヴィスに代わって、ジュディに彼からの伝言を手紙で伝えたり、毎月のお小遣いや生活に必要な物を送るなどジュディの高校生活をサポートする。
ボブ
声 - 塩屋翼
ジミーの友達。プリンストン大学フットボール部のキャプテンで、他の部員に比べると小柄な体格だが名キッカー。ちょっと抜けている所があり行動も鈍臭く頼りない面が目立つが、真面目で優しい性格。恋愛に対しても奥手だが、サリーが高校2年生の夏休みに出会い、後に恋人になる。
ジョージ・フェントン
声 - 嶋俊介
レオノラの父。フィラデルフィアで造船会社を営み、本店とニューヨークの支店を行き来するなど忙しくしている。妻を若くに亡くしていることや自身が仕事であまりかまってあげられないこともあり、レオノラを不憫に思い高価な家具などを充てがう。ある時仕事を休んでレオノラの高校の詩の朗読会を参観しに行こうとするが、当日仕事場でトラブルが起きてしまう。
メアリー・ランバート
声 - 勝生真沙子
セントジョージ孤児院の先生。飾らない人柄で孤児達に慕われている。孤児の教育に対して非常に現実的な考え方を持ち、行動力もある。ジュディが高校2年生の感謝祭の数日前に知り合い、サリーから子供たちと共に感謝祭に招待される。
マーゴット・フォスター
声 - 藤田淑子
ジャーヴィスの古くからの友人。過去にジュディが捨てられたニューヨークの貧民街で暮らし続けている女性。大女優になった後も出身を隠さない気さくな性格で、ある時貧民街に訪れたジュディと出会い親しくなる。裁縫や料理は苦手。作中では、女優としてニューヨークの大劇場でハムレットのオフィーリア役を演じる。
キャサリン
声 - 篠原恵美
シティバンク頭取の娘でジャーヴィスのお見合い相手。
ジュリアの母
声 - 吉田理保子
ジュリアが将来幸せになることを望んでいるが、娘の意見より自分たち夫婦の考えを押し付ける強引な性格。ジュリアが高校3年生の冬に、娘とニューヨークの不動産王の子息との縁談を勝手に話を進めようとして高校の女子寮に訪れ娘を連れ出そうとする。その時ジュディが自身に意見したため快く思わず、その仕返しとして後日晩餐会に彼女を招待し恥をかかせようとする。

## スタッフ
- 製作 - 本橋浩一
- 製作管理 - 高桑充、中島順三
- 企画 - 清水賢治（フジテレビ）、大橋益之助（電通関西支社）、佐藤昭司
- プロデューサー - 立川善久（フジテレビ）、松土隆二
- 監督 - 横田和善（英語版）
- キャラクターデザイン - 関修一
- 美術設定 - 工藤剛一
- 美術監督 - 森本茂
- 撮影監督 - 森田俊昭
- 音響監督 - 藤野貞義
- 音楽 - 若草惠
- 制作 - 日本アニメーション、フジテレビ

## 主題歌

### オープニングテーマ
「グローイング・アップ」
作詞 - 来生えつこ / 作曲 - 来生たかお / 編曲 - 信田かずお / 歌 - 堀江美都子

### エンディングテーマ
「キミの風」
作詞 - 来生えつこ / 作曲 - 来生たかお / 編曲 - 信田かずお / 歌 - 堀江美都子

## 各話リスト
| 話数 | 放送日         | サブタイトル                 | 脚本     | 絵コンテ            | 演出                | 作画監督       |
| ---- | -------------- | ---------------------------- | -------- | ------------------- | ------------------- | -------------- |
| 1    | 1990年 1月14日 | 運命を変えた月曜日           | 藤本信行 | 横田和善            | 横田和善            | ふるたしょうじ |
| 2    | 1月21日        | ひとりぼっちの旅立ち         | 藤本信行 | 鈴木孝義            | 鈴木孝義            | 菊池晃         |
| 3    | 1月28日        | 憧れのリンカーン記念女子学園 | 藤本信行 | 横田和善            | 横田和善            | 大城勝         |
| 4    | 2月4日         | てんやわんやの入学式         | 藤本信行 | 鈴木孝義            | 鈴木孝義            | ふるたしょうじ |
| 5    | 2月11日        | お部屋の素敵な飾り方         | 藤本信行 | 和田市郎            | 横田和善 松見真一   | 菊池晃         |
| 6    | 2月25日        | 嘘つきは嫌いですか?          | 藤本信行 | 関戸始              | 横田和善            | 大城勝         |
| 7    | 3月4日         | 金貨の上手な使いみち         | 藤本信行 | 鈴木孝義            | 鈴木孝義            | 入江篤         |
| 8    | 3月11日        | 屑籠に捨てられた手紙         | 藤本信行 | 横田和善            | 横田和善            | ふるたしょうじ |
| 9    | 3月18日        | ジュリアの叔父様は変り者?    | 藤本信行 | 和田幾雄            | 横田和善 松見真一   | 菊池晃         |
| 10   | 3月25日        | 裏切ってごめんなさい         | 藤本信行 | 鈴木孝義            | 鈴木孝義            | 大城勝         |
| 11   | 4月15日        | おもいがけない人の名         | 藤本信行 | 関戸始              | 横田和善 斉藤次郎   | 入江篤         |
| 12   | 4月22日        | 奇妙な偶然                   | 藤本信行 | 和田幾雄            | 横田和善 松見真一   | ふるたしょうじ |
| 13   | 5月6日         | サリーの勇気ある挑戦         | 藤本信行 | 鈴木孝義            | 鈴木孝義            | 菊池晃         |
| 14   | 5月20日        | 初めての小説が盗作?          | 藤本信行 | 横田和善            | 横田和善            | 大城勝         |
| 15   | 5月27日        | ホットドッグと壁の花         | 藤本信行 | 関戸始              | 横田和善 斉藤次郎   | 入江篤         |
| 16   | 6月3日         | クォーターバックからの贈り物 | 藤本信行 | 鈴木孝義            | 鈴木孝義            | ふるたしょうじ |
| 17   | 6月10日        | 打ちあけられない心           | 藤本信行 | 松見真一            | 横田和善 松見真一   | 菊池晃         |
| 18   | 6月17日        | 感謝祭への招待状             | 藤本信行 | 横田和善            | 横田和善            | 大城勝         |
| 19   | 6月24日        | 友よ、ともに歌わん           | 藤本信行 | 関戸始              | 横田和善 斉藤次郎   | 入江篤         |
| 20   | 7月1日         | 年上の同級生                 | 藤本信行 | 鈴木孝義            | 鈴木孝義            | ふるたしょうじ |
| 21   | 7月8日         | 美しさとかなしみと           | 藤本信行 | 関戸始              | 横田和善 加賀剛     | 菊池晃         |
| 22   | 7月29日        | 窓に降る雪                   | 藤本信行 | 横田和善            | 横田和善            | 大城勝         |
| 23   | 8月5日         | それぞれのクリスマス         | 藤本信行 | 鈴木孝義            | 鈴木孝義            | 入江篤         |
| 24   | 8月12日        | お気に召すまま               | 大塚汎   | 斉藤次郎            | 横田和善 斉藤次郎   | ふるたしょうじ |
| 25   | 8月19日        | ふるさと・ニューヨーク       | 大塚汎   | 楠葉宏三            | 横田和善 佐土原武之 | 菊池晃         |
| 26   | 8月26日        | 明日に架ける橋               | 藤本信行 | 加賀剛              | 横田和善 加賀剛     | 大城勝         |
| 27   | 9月2日         | 家庭教師は楽じゃない         | 藤本信行 | 横田和善            | 横田和善            | 入江篤         |
| 28   | 9月9日         | 無慈悲な命令                 | 藤本信行 | 鈴木孝義            | 鈴木孝義            | ふるたしょうじ |
| 29   | 9月16日        | 思い出がいっぱい             | 大塚汎   | 斉藤次郎            | 横田和善 斉藤次郎   | 菊池晃         |
| 30   | 9月23日        | 夏の日の恋                   | 藤本信行 | 楠葉宏三            | 横田和善            | 大城勝         |
| 31   | 9月30日        | 花ざかりの娘たち             | 藤本信行 | 横田和善 佐土原武之 | 横田和善            | 入江篤         |
| 32   | 10月21日       | 黄昏の駅にて                 | 藤本信行 | 鈴木孝義            | 鈴木孝義            | ふるたしょうじ |
| 33   | 11月4日        | すれちがう想い               | 藤本信行 | 楠葉宏三            | 横田和善 斉藤次郎   | 菊池晃         |
| 34   | 11月11日       | この胸のときめきを           | 藤本信行 | 横田和善            | 横田和善            | 大城勝         |
| 35   | 11月18日       | 孤独な青春                   | 藤本信行 | 加賀剛              | 横田和善 加賀剛     | 入江篤         |
| 36   | 11月25日       | 今を生きるために             | 藤本信行 | 鈴木孝義            | 鈴木孝義            | ふるたしょうじ |
| 37   | 12月2日        | 聖夜のさようなら             | 藤本信行 | 横田和善            | 横田和善            | 菊池晃         |
| 38   | 12月9日        | 悲しいプロポーズ             | 藤本信行 | 斉藤次郎            | 横田和善 斉藤次郎   | 大城勝         |
| 39   | 12月16日       | 過去からの卒業               | 藤本信行 | 鈴木孝義            | 鈴木孝義            | ふるたしょうじ |
| 40   | 12月23日       | はじめましておじさま         | 藤本信行 | 横田和善            | 横田和善            | 菊池晃         |

## ネット局
※放送日時は1990年12月終了時点（青森放送については本放送終了後に放映された日時）、放送系列は放送当時のものとする。
| 放送地域       | 放送局         | 放送日時           | 放送系列                                     | 備考 |
| -------------- | -------------- | ------------------ | -------------------------------------------- | --- |
| 関東広域圏     | フジテレビ     | 日曜 19:30 - 20:00 | フジテレビ系列                               | 制作局 |
| 北海道         | 北海道文化放送 | 日曜 19:30 - 20:00 | フジテレビ系列                               | |
| 秋田県         | 秋田テレビ     | 日曜 19:30 - 20:00 | フジテレビ系列                               | |
| 宮城県         | 仙台放送       | 日曜 19:30 - 20:00 | フジテレビ系列                               | |
| 福島県         | 福島テレビ     | 日曜 19:30 - 20:00 | フジテレビ系列                               | |
| 新潟県         | 新潟総合テレビ | 日曜 19:30 - 20:00 | フジテレビ系列                               | 現・NST新潟総合テレビ                                                                                     |
| 長野県         | 長野放送       | 日曜 19:30 - 20:00 | フジテレビ系列                               | |
| 静岡県         | テレビ静岡     | 日曜 19:30 - 20:00 | フジテレビ系列                               | |
| 富山県         | 富山テレビ     | 日曜 19:30 - 20:00 | フジテレビ系列                               | |
| 石川県         | 石川テレビ     | 日曜 19:30 - 20:00 | フジテレビ系列                               | |
| 福井県         | 福井テレビ     | 日曜 19:30 - 20:00 | フジテレビ系列                               | |
| 中京広域圏     | 東海テレビ     | 日曜 19:30 - 20:00 | フジテレビ系列                               | |
| 近畿広域圏     | 関西テレビ     | 日曜 19:30 - 20:00 | フジテレビ系列                               | |
| 島根県・鳥取県 | 山陰中央テレビ | 日曜 19:30 - 20:00 | フジテレビ系列                               | |
| 岡山県・香川県 | 岡山放送       | 日曜 19:30 - 20:00 | フジテレビ系列                               | |
| 広島県         | テレビ新広島   | 日曜 19:30 - 20:00 | フジテレビ系列                               | |
| 愛媛県         | 愛媛放送       | 日曜 19:30 - 20:00 | フジテレビ系列                               | 現・テレビ愛媛                                                                                            |
| 福岡県         | テレビ西日本   | 日曜 19:30 - 20:00 | フジテレビ系列                               | |
| 佐賀県         | サガテレビ     | 日曜 19:30 - 20:00 | フジテレビ系列                               | |
| 長崎県         | テレビ長崎     | 日曜 19:30 - 20:00 | フジテレビ系列                               | 1990年9月まで日曜 18:00 - 18:30 に放送。 当時はNNNにも加盟していた（NNSには非加盟）。                     |
| 熊本県         | テレビ熊本     | 日曜 19:30 - 20:00 | フジテレビ系列                               | |
| 沖縄県         | 沖縄テレビ     | 日曜 19:30 - 20:00 | フジテレビ系列                               | |
| 青森県         | 青森放送       | 土曜 6:00 - 6:30   | 日本テレビ系列 テレビ朝日系列                | 本放送終了後、1991年頃に放映。 なお、本作を最後に青森県では世界名作劇場シリーズが未放送となった。         |
| 山形県         | 山形テレビ     | 月曜 19:00 - 19:30 | フジテレビ系列                               | フジ系単独ネット局でありながら、本来の放送時間帯に日本テレビ系同時 ネット枠が組まれていたため、時差ネット |
| 山梨県         | 山梨放送       | 水曜 16:30 - 17:00 | 日本テレビ系列                               | |
| 高知県         | 高知放送       | 金曜 16:30 - 17:00 | 日本テレビ系列                               | |
| 大分県         | テレビ大分     | 水曜 16:00 - 16:30 | 日本テレビ系列 フジテレビ系列 テレビ朝日系列 | 本来の時間帯に当時クロスネットの日本テレビ系番組を同時ネットしてい たため、時差ネット                     |
| 宮崎県         | テレビ宮崎     | 日曜 18:00 - 18:30 | 日本テレビ系列 フジテレビ系列 テレビ朝日系列 | 本来の時間帯に当時クロスネットの日本テレビ系番組を同時ネットしてい たため、時差ネット                     |
| 鹿児島県       | 鹿児島テレビ   | 日曜 18:30 - 19:00 | 日本テレビ系列 フジテレビ系列                | 本来の時間帯に当時クロスネットの日本テレビ系番組を同時ネットしてい たため、時差ネット                     |

## メディア展開

### 映像ソフト
放送当時にVHSが全10巻で発売。巻末には神谷明の「わたしの似顔絵コーナー」が収録されていた。
DVDは2002年3月25日から7月25日にかけて、全10巻が発売された。

### ネット配信
- バンダイチャンネルで配信されている[13]。内容は、日本アニメーションシアター版がベースとなっている。